# Érathème
Dans l'échelle des temps géologiques, l'érathème correspond à la seconde plus grande unité de temps après l'éonothème.
La durée et les limites d'un érathème sont définies à partir de l'interprétation des données de la chronostratigraphie qui s'appuie sur les résultats obtenus par les méthodes de la biostratigraphie et de la lithostratigraphie.

## Équivalence et subdivisions
Son équivalent en géochronologie s'appelle une ère. Pour un même intervalle de temps géologique, les érathèmes et les ères portent des noms identiques.
L'érathème se subdivise en systèmes géologiques, qui eux-mêmes se découpent en séries.

## Érathèmes
La Commission internationale de stratigraphie établit, dans le cadre de l'Union internationale des sciences géologiques (I.U.G.S.), les différents intervalles de l'Échelle des temps géologiques.

### Érathèmes du Précambrien
Ils sont au nombre de sept avec des durées très variables de 300 à 900 millions d'années qui restent à préciser. Du plus ancien érathème au plus récent:
- Éoarchéen,
- Paléoarchéen ou Paléo-archéen,
- Mésoarchéen ou Méso-archéen,
- Néoarchéen ou Néo-archéen,
- Paléoprotérozoïque ou Paléo-protérozoïque,
- Mésoprotérozoïque ou Méso-protérozoïque,
- Néoprotérozoïque ou Néo-protérozoïque.

### Érathèmes du Phanérozoïque
L'éonothème du Phanérozoïque couvre les temps géologiques depuis la base du système Cambrien, il y a 541 millions d’années, jusqu'à nos jours. Dans cet intervalle, de grands changements paléogéographiques et les modifications qu'ils induisent sur les faunes et les flores (paléontologie), permettent de distinguer trois érathèmes. Du plus ancien à l'actuel:
- Paléozoïque (durée environ 290 millions d'années),
- Mésozoïque(durée environ 190 millions d'années),
- Cénozoïque (durée 66 millions d'années).

La dénomination de ces trois érathèmes était autrefois: Primaire, Secondaire et Tertiaire. Ces appellations sont aujourd'hui obsolètes, bien qu'encore fréquemment utilisées.

## Articles annexes
- Étymologie des éons, ères et périodes géologiques
- Ère (géologie)